# Парк Пятидесятилетия (Брюссель)
50°50′26″ с. ш. 4°23′34″ в. д.

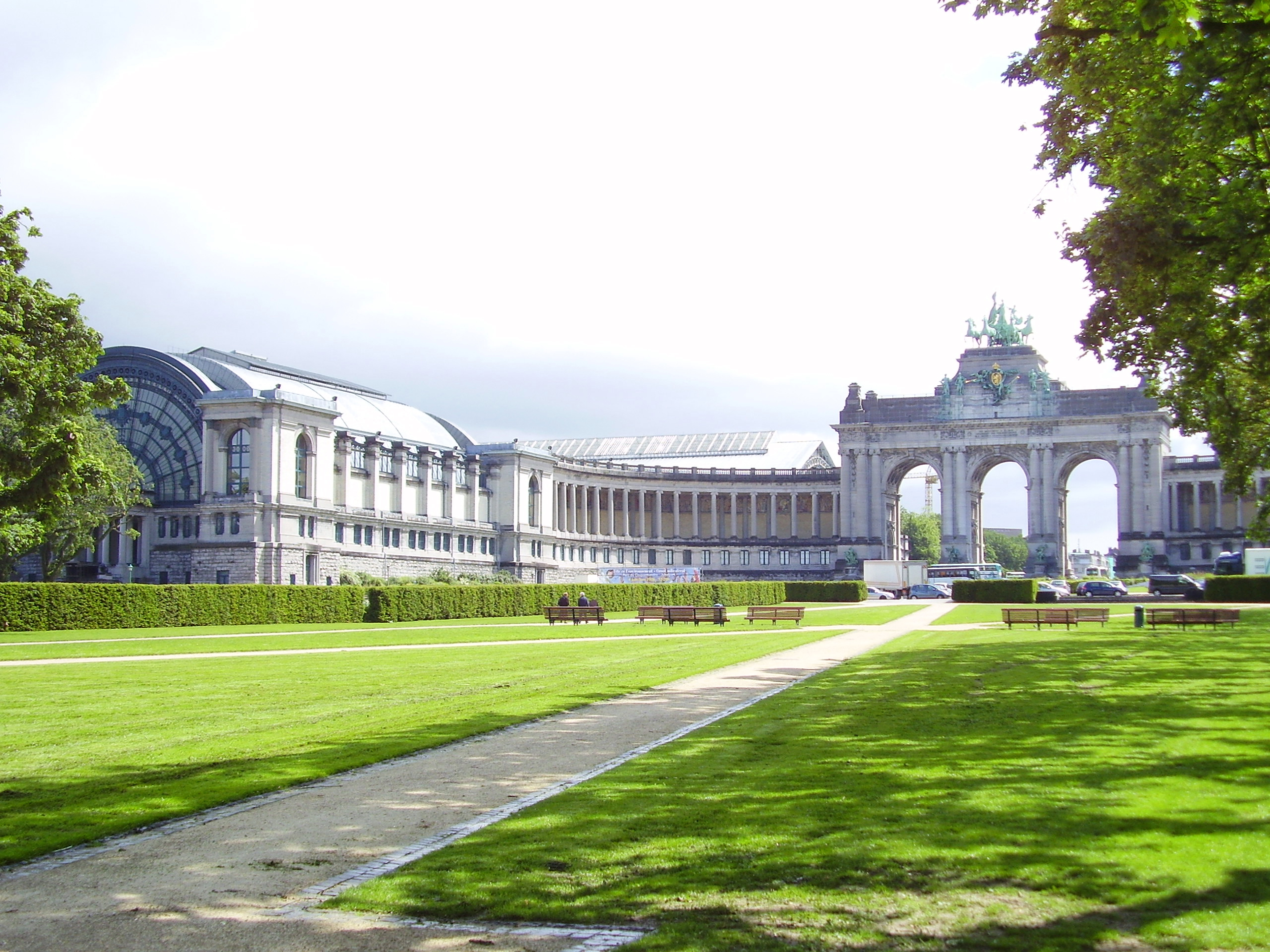

Парк Пятидесятилетия (фр. Parc du Cinquantenaire, нидерл. Jubelpark) — парк в Брюсселе, находится примерно в полутора километрах на восток от парка Варанде (Warandepark). Имеет площадь 37 гектаров. В летнее время — популярное место отдыха брюссельцев.

## История
В 1880 году Бельгия праздновала 50-летие своей независимости. По этому случаю король Леопольд II решил организовать в Брюсселе Всемирную выставку. Для этой цели был выбран бывший военный полигон вне центра города. Новый парк с импозантными сооружениями должен был продемонстрировать миру образ развитой и зажиточной Бельгии. Во время Второй мировой войны использовался для выращивания овощей.

## Сооружения
Заметное сооружение — Триумфальная арка, иллюстрирующая важные события из истории Бельгии и служащая входом в парк. Арку планировали построить к Всемирной выставке 1897 года, но завершили много позже, только в 1905 году. Арку украшает квадрига, которая символизирует провинцию Брабант. Другие бельгийские провинции отражены в виде статуй у подножия арки. Арка имеет высоту около 50 метров.
Вдоль арки расположены выставочные павильоны, которые заменили павильоны, построенные к Всемирной выставке. Сегодня здесь находится три музея: в южном павильоне — Музей «Мир авто» (Autoworld Museum) с большой коллекцией олдтаймеров и Королевские музеи искусства и истории, в северном — Королевский музей армии и военной истории Бельгии.